# Raie miroir
Espèce
Statut de conservation UICN

 LC  : Préoccupation mineure
La Raie miroir, Raie miraillée ou Raie florifère (Raja miraletus) est une espèce de raies de la famille des Rajidae.